# Nippon Crown Music
Nippon Crown (日本クラウン株式会社, Nippon Crown Co., Ltd.) est un label discographique japonais.

## Histoire

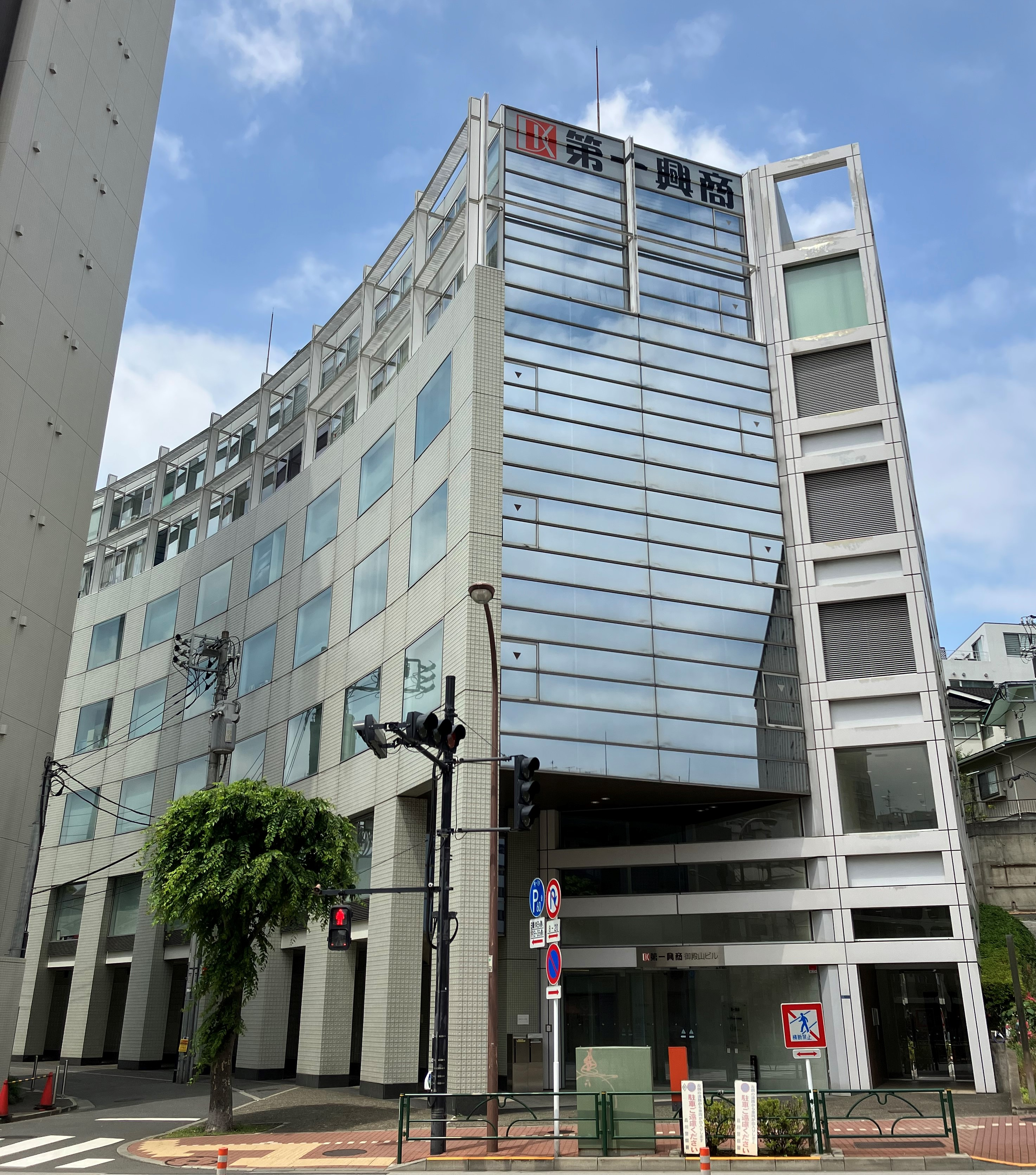
Immeuble de la société.

Le label est fondé le 6 septembre 1963 sous le nom Crown Records, dérivé de Nippon Columbia. Il appartient au fabricant de karaoké Daiichikosho. Les singles du label qui sont arrivés en tête du Oricon Singles Chart sont 22-Sai no Wakare (1975) de Kaze et Returner (Yami no Shūen) (2007) de Gackt.

## Artistes et groupes
Ils comprennent notamment : Band-Maid, Gackt, Haruomi Hosono (Yellow Magic Orchestra), Mayo Okamoto, Saburō Kitajima, SKE48, Sugiurumn, Sugizo, Tiara, et Vidoll.